# جماش (القفر)

تعديل مصدري - تعديل

جماش هي إحدى قرى عزلة بني مسلم بمديرية القفر التابعة لمحافظة إب، بلغ تعداد سكانها 505 نسمة حسب تعداد اليمن لعام 2004.